# Morderstwo w Hotelu Gallop
Kolekcja Agathy Christie
W 1962 roku powstał pierwszy film o przygodach panny Marple pt. Murder, She Said (Śmierć ma okna). Była to dość swobodna adaptacja dzieła Agathy Christie 4.50 z Paddington. W rolę babci-detektywa wcieliła się wówczas Margaret Rutherford. Filmowa postać Jane Marple, chociaż znacznie odbiegała od książkowego pierwowzoru, szybko zyskała uznanie widzów, dlatego wkrótce powstały kolejne trzy filmy.

## Filmy
| 1 | Murder She Said      | Śmierć ma okna               | George Pollock | David Pursall              | 7 stycznia 1962 | 13 lutego 2004 | 4.50 z Paddington     |
| Podczas podróży pociągiem Jane Marple staje się świadkiem morderstwa. Ciało jednak znika, a policja nie wierzy zeznaniom starszej pani. Panna Marple bierze śledztwo we własne ręce. Zatrudnia się jako gospodyni w starym dworze, położonym niedaleko miejsca zbrodni. Wystąpili: Margaret Rutherford (panna Marple), Muriel Pavlow (Emma Ackenthorpe), James Robertson Justice (Ackenthorpe), Thorley Walters (Cedric Ackenthorpe), Charles „Bud” Tingwell (inspektor Craddock), Conrad Phillips (Harold Ackenthorpe), Ronald Howard (Eastley Achenthorpe), Joan Hickson (pani Kidder), Stringer Davis (pan Stringer), Ronnie Raymond (Alexander), Gerald Cross (Albert Ackenthorpe), Michael Golden (Hillman), Arthur Kennedy (Dr Paul Quimper), Barbara Leake (pani Hilda Stainton), Gordon Harris (Bacon), Peter Butterworth (Konduktor), Richard Briers (pani Binster), Lucy Griffiths (Lucy). Muzyka: Ron Goodwin Zdjęcia: Geoffrey Faithfull Producent: George H. Brown |                      |                              |                |                            |                 |                |                       |
| 2 | Murder at the Gallop | Morderstwo w hotelu Gallop   | George Pollock | James P. Cavanag           | 1963            | 13 lutego 2004 | Po pogrzebie          |
| Śmierć pana Enderby, spowodowana atakiem serca, wzbudza podejrzenia panny Marple. Nie wierzy ona w naturalną przyczynę zgonu starszego pana. Postanawia sama zbadać sprawę. Rozpoczyna śledztwo w hotelu Gallop... Wystąpili: Margaret Rutherford (panna Marple), Robert Morley (Hector Enderby), Stringer Davis (pan Stringer), Gordon Harris (Sierżant Bacon), Noel Howlett (pan Trundell), Katya Douglas (Rosamund Shane), Charles „Bud” Tingwell (inspektor Craddock), Flora Robson (panna Milchrest), James Villiers (Michael Shane), Robert Urquhart (George Crossfield), Frank Atkinson (portier nocnego hotelu). Muzyka: Ron Goodwin Zdjęcia: Arthur Ibbetson |                      |                              |                |                            |                 |                |                       |
| 3 | Murder Most Foul     | Morderstwo najgorszego sortu | George Pollock | Jack Seddon, David Pursall | 1964            | 13 lutego 2004 | Pani McGinty nie żyje |
| Zasiadająca w ławie przysięgłych panna Marple ma poważne wątpliwości co do winy oskarżonego. Sędziowie jednak nie wierzą jej zapewnieniom. Postanawia dociec prawdy i znaleźć prawdziwego mordercę. Rozpoczyna śledztwo w teatrze... Wystąpili: Margaret Rutherford (panna Marple), Stringer Davis (Jim Stringer), Andrew Cruickshank (Justice Crosby), Ralph Michael (Ralph Summers), Megs Jenkins (Gladys Thomas), Ron Moody (H. Driffold Casgood), Charles „Bud” Tingwell (inspektor Craddock), James Bolam (Bill Hanson), Francesca Annis (Sheila Upward), Pauline Jameson (Maureen Summers), Dennis Price (agent teatralny Harris Tumbrill), Windsor Davies (sierżant Brick), Maurice Good (George Rowton), Terry Scott (policjant Wells). Muzyka: Ron Goodwin Zdjęcia: Desmond Dickinson Scenografia: Frank White Producent: Ben Arbeid |                      |                              |                |                            |                 |                |                       |
| 4 | Murder Ahoy          | Ahoj zbrodnio!               | George Pollock | Jack Seddon, David Pursall | 1964            | 13 lutego 2004 | ?                     |
| Gdy jeden z członków fundacji, wspomagającej resocjalizację młodych przestępców, zostaje otruty podczas zebrania, panna Marple postanawia przyjrzeć się sprawie. Trop wiedzie na statek, gdzie dzieją się dziwne rzeczy... Wystąpili: Margaret Rutherford (panna Marple), Lionel Jeffries (kapitan Rhumstone), Stringer Davis (pan Stringer), Henry Oscar (lord Rudkin), Joan Benham (Alice Fanbraid), Nicholas Parsons (doktor Crump), Miles Malleson (biskup Faulkner), Charles „Bud” Tingwell (inspektor Craddock), William Mervyn (komandor Breeze-Connington), Derek Nimmo (porucznik Hubert), Gerald Cross (porucznik komandor L.W. Brewer Dimchurch), Norma Foster (Shirley Boston), Terence Edmond (sierżant Bacon), Francis Matthews (porucznik Compton), Lucy Griffiths (Millie), Tony Quinn (Kelly). Muzyka: Ron Goodwin Zdjęcia: Desmond Dickinson |                      |                              |                |                            |                 |                |                       |